# 서촌
서촌(西村)은 대한민국 서울특별시 종로구 경복궁과 인왕산 사이에 있는 지역이다. 동쪽은 경복궁, 서쪽은 인왕산, 남쪽은 사직단 앞길, 북쪽은 북악(백악)으로 둘러싸여 있다. 청계천의 제1상류인 백운동천이 청풍계와 옥류동천, 수성동천(인왕동천)의 물을 모아 서촌의 한가운데를 남북으로 흐른다. 두 산과 하천들로 자연이 매우 아름다운 곳이다. 경복궁과 사직단이 있어서 조선 초기부터 후기까지 왕족이나 사대부 등 권력자들이 거주했고, 많은 역사적 사건과 문화 예술 활동이 벌어졌다. 조선 중후기엔 평민들도 많이 들어와 살았으며, 중인들의 문화 활동도 활발했다. 일제 강점기 이후엔 문인과 예술인들의 활동이 많았다. 1963년 박정희 대통령 집권 이후 경호와 경비 목적으로 여러 규제를 받아 쇠퇴하였으나, 2010년 한옥밀집지구로 지정되면서 다시 주목을 받고 있다.

## 범위
서촌의 범위는 인왕산, 북악(백악) 등 2개의 명확한 자연물과 경복궁과 사직단이라는 2개의 명확한 인공물로 정해진다. 동쪽 경계는 경복궁, 서쪽은 인왕산, 남쪽은 사직단 앞길(사직로 8길), 북쪽은 창의문과 북악산이다. 현대의 서촌은 조선 시대 한성부 북부의 서쪽, 한성부 서부의 북쪽으로 이뤄진 지역이다. 조선 시대에 한성부 북부와 서부의 경계는 인왕산 필운대에서 경복궁 쪽으로 이어지는 길인 필운대로 1길과 자하문로 1~2길이다. 현재 서촌 남부의 사직로는 조선 시대엔 없던 길이다.

## 지명과 유래
서촌의 다양한 지명들
조선 시대에는 한성부 북부와 서부에 속하는 지역으로서 흔히 장의동(藏義洞, 壯義洞)이나 장동(壯洞), 창의동(彰義洞), 북동(北洞), 북촌(北村), 북리(北里), 서촌(西村), 우대 등으로 다양하게 불렸다. 장의동, 장동, 창의동은 세검정의 장의사와 도성의 북문인 창의문에서 비롯한 이름이다. 북동, 북촌, 북리는 서촌의 중북부가 한성부 북부에 해당하고 서촌이 북악(백악) 기슭에 있기 때문에 붙여졌다. 서촌이란 이름은 서촌이 서산(인왕산) 기슭이고 서촌 남부가 한성부 서부에 속했기 때문에 나왔다. 우대(웃대)는 서촌이 청계천의 상류, 도성 안의 북쪽에 있었기 때문에 나온 이름이다.
서촌이 다양한 이름을 갖게 된 이유는 몇 가지가 있다. 먼저 이 곳의 자연 때문이다. 서쪽에 인왕산, 북쪽에 북악이 있기 때문에 사람들에게 서촌은 서울의 서쪽이자 동시에 북쪽으로 인식됐다. 북악은 북촌이 아니라, 서촌에 있으며, 북촌의 북쪽 산은 북악 줄기의 매봉(응봉)이다. 둘째, 조선 때의 행정구역이 서촌 중북부는 북부, 서촌 남부는 서부였다. 따라서 조선 때 서촌은 현재의 북촌과 함께 한성부 북부였고, 현재의 서소문, 서대문 지역과 함께 한성부 서부이기도 했다. 셋째는 서촌에 유명한 인물이나 역사적 사건이 많았고, 문화 예술 활동도 활발했다. 예를 들어 서촌에서 이방원은 쿠데타를 일으켰고, 장동 김씨는 조선 후기를 주도했으며, 영조는 젊은 시절을 보냈고, <몽유도원도>, <인왕제색도>와 같은 조선의 걸작들이 그려졌다. 이런 점들이 이 지역에 다양한 지명을 부여하기도 했다.
장의동, 장동, 창의동
조선 시대 서촌의 지명으로는 ‘장의동’과 ‘장동’, '창의동'이 가장 널리 쓰였다. 장의동은 세검정의 유명한 절인 장의사에서 비롯한 지명이며, 장의사라는 이름에서 서촌의 장의동, 장동, 창의동, 창의문, 창의궁이 모두 나왔다. 조선 시대에 장의동은 원래 창의문 안쪽, 청풍계 맞은편인 현재의 효자동, 궁정동 일대를 말한다., 그러나 겸재 정선의 《장동팔경첩》(壯洞八景帖)에서 보듯 서촌 전체를 일컫는 지명으로도 흔히 사용되었다. 예를 들어 서촌의 통인동에 있던 태종 이방원의 집은 '장의동 본궁'이라고 불렸다. 조선 후기 최대의 권력 집안인 신안동 김씨는 현재 서촌의 궁정동, 효자동, 청운동, 옥인동에 집성촌을 이뤄 거주했는데, 흔히 '장동 김씨'라고 불렸다. 서촌의 통의동에 있던 창의궁에서 젊은 시절을 보낸 영조는 자신의 집이 '장의동', 또는 '창의동'에 있다고 자신의 시나 <승정원일기>에서 말했다. 서촌의 가장 남쪽인 적선방(현재 적선동) 월성위궁(月城尉宮)에 살던 추사 김정희는 자신의 집이 적선방이 아니라 '장동'에 있다고 한글 편지 봉투에 적었다. '장의동', '장동', '창의동'은 <한국고전종합DB>에 468회나 나올 뿐 아니라, 조선 시대의 한성부 지도에도 대부분 등장한다. 장의동, 장동은 서촌을 대표하는 지명이며, 서인 노론 사대부들의 중심지였다.
북동, 북촌, 북리
서촌의 중북부는 조선 때 한성부의 북부였고, 이에 따라 북동이나 북촌, 북리란 이름도 널리 사용됐다. 현재는 북촌이 경복궁과 창덕궁 사이 지역만을 말하지만, 조선 시대엔 경복궁 좌우의 서촌과 북촌을 모두 아우른 이름이었다. 다시 말해 북동, 북촌, 북리라는 지명은 한성부 북부라는 공식 행정 지명에서 나왔다. 18세기에 서촌 장의동에 본가를 두고 살았던 형조참판 이춘제는 1740년 현재의 서촌 옥인동 군인아파트 부근에 서원(西園)이란 정자와 정원을 마련했다. 이에 대해 쓴 '서원소정 자서'라는 글에서 이춘제는 "이 서원은 '북동'의 서쪽에 있고, 또 거처에서도 서쪽인지라 서원이라 한 것이다"라고 말했다. 여기서 북동은 장의동을 말하는 것인데, 현재의 서촌 청운동, 궁정동, 효자동 일대다.
또 이춘제의 아들 이창급은 자신의 본가가 있던 장의동과 아버지의 서원이 있던 옥류동(옥인동) 일대를 '북촌'이라고 불렀다. 1753년 쓴 '천우정 소회서'(천우정 작은 모임 서문)에서 "나는 북촌 사람이다. 북촌은 예전 옥류동의 청휘각, 청풍계의 태고정처럼 이름난 원림과 빼어난 구역이 많다. (...) 다만 한스러운 것은 북촌이 큰데도 뜻을 함께 하는 사람이 무척 적다는 점이다"라고 말했다. 이들 부자의 글을 통해 18세기에 서촌 중북부를 '북동', '북촌'이라고 불렀음을 알 수 있다.
이춘제 부자와 비슷한 시기에 살았던 관아재 조영석은 한 시에서 "'북리'인 순화방, 예로부터 백악산 아래"라고 썼고, 자신의 친구인 겸재 정선에 대해서는 "어려서부터 한성의 '북리'인 순화방 백악산 아래에 살았다"고 적었다. 순화방은 현재의 효자동, 궁정동, 청운동 일대를 말하는데, 바로 장동 지역이었다. 당시에 흔히 순화방이나 장동을 '북리'라고 불렀음을 알 수 있다.
이와 관련해 서울대 이종묵 국어국문과 교수는 서울역사박물관에서 펴낸 책 <한양의 세거지> 2편 '전주 이씨 영해군파의 세거지 북동과 용호' 85쪽에서 "지금은 서촌으로 불리는 곳이 사실 진정한 북촌"이라고 말했다. 이 교수는 그 이유에 대해 <한겨레21>의 기사 '서울의 사대부 집안은 어디 살았을까'에서 “조선 문헌에서 ‘북촌’ ‘북동’ ‘북리’라고 하면 현재의 북촌을 말하는 것이 아니라, 대부분 현재의 서촌을 말한다. 서촌엔 장동 김씨 등 유명한 선비가 많이 살았고, 백악과 인왕산 사이여서 경관적으로도 아름다운 곳이었다. 지금 서촌을 북촌으로 바로잡을 수 없다면, ‘장동’이나 ‘북동’이라 부르면 어떨까 싶다”고 말했다.
서촌
‘서촌’이란 지명은 사용례가 드물지만, 왕의 비서실 기록인 <승정원일기>에서 영조의 발언으로 확인할 수 있다. <승정원일기>를 보면, 1773년 4월17일 영조 이금(李昑)은 “옛날 을유년에 용흥구궁(효종 사저)이 동쪽 어의동에 있었는데, 아, 나는 신축년에 옛 집(창의궁)이 ‘서촌(西村)의 창의동(彰義洞)’에 있었다. 그 제도가 모두 같다”고 말했다. 영조의 집 창의궁은 현재의 서촌인 서울 종로구 통의동 35번지 일대에 있었으므로 영조 때에도 이 일대를 ‘서촌’이라고 불렀음을 알 수 있다. 또 영조는 자신의 집 창의궁이 서촌 ‘창의동’에 있다고 말했는데, 창의동은 통상 서촌 일대를 말하는 ‘장의동’(壯義洞)’, ‘장동’(壯洞)과 같은 뜻이다. 또는 자신의 창의궁이 있던 지역을 창의동이라고 불렀을 가능성도 있다. 따라서 영조는 ‘서촌’을 넓은 영역의 지명으로, ‘창의동’을 좁은 영역의 지명으로 인식했음을 알 수 있다.
이밖에도 현재의 서촌을 도성의 서쪽 동네로 인식한 지명은 수없이 많다. 서촌이 서촌이란 이름을 얻은 가장 강력한 자연적 배경은 서울의 내사산 가운데 우백호(서쪽 산)인 인왕산이다. 인왕산의 옛 이름인 바로 ‘서산’이다. 또 서촌의 남부는 행정구역상 한성부의 ‘서부’였으며, 서촌에 지어진 광해군의 인경궁은 ‘서궁’이라고 불렸다. 또 서촌을 대표하는 조선 때 사대부의 당파는 ‘서인’이었다. 조선 후기 조정만이 주도한 서촌의 사대부 시모임은 ‘서림’(서쪽 숲)이었고, 마성린이 주도한 서촌의 중인 시모임은 ‘서사’(서쪽 모임)였다. 이춘제의 서촌 별서 이름은 ‘서원’(서쪽 정원)이었고, 정선의 그림에 나오는 서촌의 별서 이름은 ‘서정’(서쪽 정원)이었다. 이덕무는 서촌의 도성을 ‘서곽’(서쪽 성곽), 조정만은 서촌의 청풍계 부근을 ‘성서’(도성 서쪽), 윤기는 서촌 필운대를 ‘서대’(서쪽 언덕)라고 적었다. 이런 배경에서 2007년 김한배 서울시립대 명예교수가 ‘서촌'이란 이름을 현대에 다시 살려 쓴 것이다.
서촌의 범위
역사적으로 조선시대에 서촌(西村)이라는 명칭을 쓴 곳은 서소문 일대여서 현재의 서촌을 서촌이라고 부르는 것이 부적절하다는 일부 학자들의 주장도 있다. 그러나 ‘서촌’이란 지명은 한성부 서부에서 나온 것이므로 서소문 일대에 한정할 수 없다. 한성부 서부는 서소문~서대문~서촌 남부에 이르는 너른 지역이다. 한성부의 5개 ‘부’를 5개 ‘촌’으로 바꿔 부른 사례는 서촌 외에도 동촌, 남촌, 북촌, 중촌에서 모두 찾아볼 수 있다. 서촌을 서소문으로 한정하는 것은 지식이나 생각이 짧은 의견이다.
실제로 대한제국과 일제 시대의 기록에서도 정동과 서소문, 현재의 서촌 일대를 모두 서촌으로 불렀다. 조선 시대의 서촌이 한성부 서부(서소문~서대문~서촌 남부)를 포괄하고 있으므로 자연스런 일이다. 1899년 11월 27일 독립신문 기사에는 “서촌에는 영, 미, 덕, 법, 아국 다섯 나라의 공사관이 있고”라고 하였다. 여기서 서촌은 정동 일대를 말하는 것이다. 《개벽》 1924년 6월호 김기전의 글 '예로 보고 지금으로 본 서울 중심세력의 유동'에서는 "서소문 내외를 서촌"이라고 해서 서촌이 서소문 일대라고 밝혔다.
동시에 황학정 창건 당시 우궁수(右弓手)였던 성문영(成文永)은 《황학정기》(1928)에서 현재의 서촌을 역시 서촌이라고 불렀다. 이 글을 보면, 활터 가운데 누상동 백호정(白虎亭), 필운동 등과정(登科亭), 옥인동 등룡정(登龍亭), 사직동 대송정(大松亭), 삼청동 운룡정(雲龍亭)을 ‘서촌오처사정’(西村五處射亭)이라고 불렀다., 여기에 인용된 5개 활터 가운데 4개가 누상동, 필운동, 옥인동, 사직동 등 현재의 서촌에 있는데, 이들을 서촌의 활터라고 부른 것이다. 5개 활터 가운데 1개만 현재의 북촌 또는 우대인 삼청동에 있다. 1년 뒤 간행된 《조선의 궁술》(1929)에서는 이를 ‘상대오처’(上垈五處)라고 불렀다. ‘상대’(上垈)는 우대(웃대)를 한자로 번역한 것이다. 다시 말해 당시 서촌과 우대는 서로 비슷하고 통하는 지명이었던 것이다.
우대, 상대, 상촌
조선 후기에서 대한제국 시기에 이르면 ‘우대’(友臺), '상대'(上垈), ‘상촌’(上村)이라는 이름이 등장한다. 모두 고유어인 '우대'(웃대)를 한자로 적은 것이다. 안민영의 시조집 《금옥총부》(1885?)에서는 필운대를 중심으로 모인 박효관의 운애산방(雲崖山房)을 ‘우대(友臺)소리’의 현장으로 언급하였다. 정교의 역사서인 《대한계년사》(1910)에서는 우대가 경아전(京衙前)과 별감들이 사는 지역이라고 하였는데, 이런 구성원은 《옥계청유첩》 서문에서 경복궁 서쪽 지역을 기록한 것과 일치한다. 1900년 10월 9일 황성신문 기사에는 우대를 한자 '상촌'으로 바꿔 “상촌의 사람들은 말투가 공경스럽다”라고 하였다. 《개벽》 1924년 6월호에 김기전이 쓴 글에서는 조선 시대에 중후기로 갈수록 한양 내에서 신분과 직업에 따라 지역이 분화되어, 광통교 위쪽을 우대[上垈], 서소문 내외 지역을 서촌(西村)이라고 하였는데, 우대에는 이배(吏輩)와 고직(庫直)이, 서촌에는 소론 일파가 살았다고 기록하였다.
우대는 청계천의 상류라는 뜻으로, 서울 토박이인 조풍연은 우대에 대해 "큰 개천(청계천)을 사이에 놓고 남쪽이 아래대인데, 북쪽이 반드시 우대는 아니다. 이씨 조선의 정궁인 경복궁의 서쪽 및 북쪽 동네를 우대라고 했었다. 서울의 양반하면 우대 양반을 치는데 상민(평민)하고 통틀어 '우대 사람'이라면 서울 사람을 대표했었다. 우대 사람들은 우댓말을 써서 한강, 용산, 마포 등 강변 사람, 또는 왕십리 같은 미나리 장수와는 발음의 억양이 달랐다. 그래서 부모들은 아이들의 말이 우댓말에서 벗어나지 않도록 예의 조심하면서 바로잡아 주었다"고 말했다. 다시 말해 도성 안에서 현재의 서촌이 우대였으며, 양반이든 평민이든 서울을 대표하는 지역이 서촌(우대)이었다는 것이다. 또 우대는 원래 인왕산 기슭 지역을 가리켰으나 구한말에 와 안국동, 송현동, 계동, 가회동, 재동, 화동 등 북촌 일대까지 포함하였다고 전한다. 다시 말해 조선 말기나 대한제국 시기에 우대는 현재의 서촌과 북촌인 청계천 상류, 또는 한성부 북부 전체를 이르는 표현이었음을 알 수 있다.
현대의 서촌
2013년 종로구 지명위원회는 이 지역의 명칭을 ‘세종마을’이라고 발표했다. 그러나 세종마을은 역사적 용례가 전혀 없는 지명이며, 현재도 거의 사용되지 않는다. 더욱이 종로구는 2017년 서촌의 한옥체험관을 ‘상촌재'라 명명해 이 지역의 옛 이름이 ‘상촌(우대, 웃대)'이라고도 주장했다. ‘우대'는 청계천 상류(백운동천+삼천동천), 또는 한성부 북부(현재의 서촌+북촌)를 뜻하는 말로, 현재의 서촌과 북촌을 아우른다. 따라서 서촌에 특정해 쓰기는 적절하지 않다는 지적이 나왔다. 특히 이런 종로구의 태도는 역사적으로 널리 사용된 장의동, 장동, 창의동, 북동, 북촌, 북리, 서촌 등을 의도적으로 배제했다는 비판을 받았다. 한편, 주민단체인 ‘서촌탐구', ‘서촌주거공간연구회’ 등은 서촌의 역사적 지명은 장의동, 장동이 가장 타당하나, 서촌이란 지명도 역사적 유래가 분명하고 풍부하며, 현대의 사람들이 널리 쓰므로 이것을 쓰는 데 아무런 문제가 없다는 입장을 밝혔다.

## 역사

### 고려 시대
1067년 고려 문종은 현재의 서울 도성 일대에 고려 4경 가운데 하나인 '남경'을 정했고, 1068년 남경에 행궁을 지었다. 고려의 4경은 개경(개성), 동경(경주), 서경(평양), 남경(한양)이다. 당시 한양과 함께 남경을 두고 경쟁한 후보지는 노원(노원구), 해촌(도봉구), 용산(마포대교 북단) 등이었다. 1102년 고려 숙종은 남경의 경계를 북쪽의 면악(백악)과 서쪽의 기봉(인왕산), 동쪽의 대봉(낙산?), 남쪽의 사리(청계천?)로 정했다. 조선의 <태조실록>을 참고할 때 고려의 남경 행궁은 현재의 경복궁 북쪽 부분과 청와대 일대에 지어진 것으로 추정된다. 왜냐하면 조선의 <태조실록>에 "고려 숙종 시대에 경영했던 (남경의) 궁궐 터가 너무 좁다. 그 남쪽을 궁궐 터로 정했다"고 적었기 때문이다. 서촌의 역사는 고려 때 지어진 남경 행궁이 지어진 때부터 시작됐을 것으로 보인다. 궁궐 옆에는 행궁 관련 시설과 민가가 있었을 것이기 때문이다.
조선 시대
조선 초기에는 경복궁 바로 옆이라는 점 때문에 왕족이 많이 살았다. 조선 초기에는 태종, 무안대군, 세종, 효령대군, 안평대군 등이 서촌에 거주한 대표적인 인물이다. 경복궁 서쪽 지역에는 일반인은 거의 살지 않았고, 왕족의 주거지, 세력가들의 경승지, 정궁(正宮)인 경복궁과 관련된 관서, 그곳에서 일하는 관리들의 주거지가 전부였다.
조선 중기에는 광해군이 이 지역에 인경궁을 지었다. 인경궁은 대체로 사직단 앞길(사직로 8길)과 자하문로 17길 사이에 있었던 것으로 추정된다. 그러나 광해군의 몰락으로 버려졌다. 인경궁은 금천교(궁궐 들머리의 다리)와 사직단 앞의 남정문현(남쪽 정문 고개) 등 지명에 자취를 남겼다. 조선 후기에 영조가 서촌 남쪽의 창의궁에서 살았고, 김정희가 창의궁 남쪽의 월성위궁에서 살았는데, 두 곳은 모두 인경궁의 일부였다. 인경궁이 버려진 뒤 숙종은 인경궁 터에 사대부들이 들어가서 살지 못하도록 했고, 군인과 평민들은 들어가 살도록 허용했다. 그로 인해 군인과 평민들이 사는 작은 집들이 서촌 남부 누각동, 체부동, 필운동 일대에 대거 들어섰다. 숙종의 이런 결정은 당시 인구가 급증하는 도성 안에 더 많은 집을 공급하기 위한 조처로 추정된다. 사대부의 집은 규모가 컸기 때문에 많은 사람들을 수용할 수 없었다. 조선 후기에 서촌의 남부인 누각동과 체부동, 필운동 일대엔 궁궐이나 주변 관서에 근무하는 서리(書吏)나 경아전(京衙前) 등 중인들이 몰려 살면서 위항 문학 활동을 펼쳤다.
서촌의 중북부에는 여전히 사대부들이 많이 살았는데, 특히 대대로 장동에 살았던 신 안동 김씨(장동 김씨) 김상용, 김상헌 형제와 그 후손들에서는 무려 15명의 정승, 35명의 판서가 나왔다. 조선 후기에 이른바 '경화세족'들이 문과 급제와 청요직(핵심 보직)을 싹쓸이하면서 벌어진 일이다. 장동 김씨 가운데 정승을 지낸 사람은 김상용과 그 후손인 김이교, 김상헌과 그 후손인 김수흥, 김수항, 김창집, 김이소, 김달순, 김좌근, 김홍근, 김흥근, 김병시, 김병덕, 김병국, 김병학이었다. 이것은 조선 시대를 통틀어 한 집안에서 낸 최다 정승이었다. 장동 김씨들은 김조순 이후로 흥선대원군이 집권할 때까지 60년가량 왕실과 혼인을 맺으며, 조선의 정치 권력을 사실상 장악했다. 장동 김씨의 주거지 주변으로 창녕 성씨, 의령 남씨, 기계 유씨, 임천 조씨, 전주 이씨 등 서인과 노론의 사대부들이 어울려 살았다. 종로구 효자동 남쪽 창성동은 성수침과 성혼이 살았던 '창녕 성씨 동네'라는 뜻이다. 조선 시대 장동은 서인과 노론의 중심지로 알려져 있었다.
대한제국과 일제 강점기
대한제국과 일제 강점기에 가장 악질적인 친일파였던 이완용과 윤덕영은 서촌에 거대한 토지를 차지해 대저택을 짓고 살았다. 1920년대 이후에는 서촌 일대에 조선총독부 등 일제의 통치기구에서 일하는 일제 관리들을 위한 관사(官舍)가 세워졌고, 지금까지도 일부 남아 있다. 청계천 남쪽에 주로 거주하던 일본인들이 청계천 북쪽으로 세력을 넓히자, 정세권은 북촌과 더불어 서촌의 사직동, 체부동, 통의동 일대에 조선인을 위한 한옥을 대량으로 지어 공급했다. 일제 강점기에 서촌엔 많은 문인과 예술가들이 살거나 활동했는데, 대표적인 인물로는 이상, 윤동주, 이육사, 염상섭, 이광수, 노천명, 서정주, 구본웅, 이여성, 이쾌대, 이상범, 이중섭 등이 있다.
해방 이후
해방 이후에는 일제가 장동 지역에 붙인 지명인 효자동이 서촌 일대를 가리키는 지명으로 사용됐다. 현재 서촌의 행정동은 북부와 중부의 청운효자동과 남부의 사직동 등 2개이다. 법정동은 15개이다. 해방 이후 서촌엔 신익희, 정일형 등 정치인들이 살았으며, 경영인으로는 정주영이 살았다. 문인과 예술가로는 천경자, 박노수, 김훈, 유홍준, 한강 등이 서촌에 살았거나 활동했다.
2000년대 이후
2000년대 들어서는 먼저 한옥밀집지구로 지정된 북촌에 대응해 '서촌'(西村)이라는 표현이 널리 쓰이기 시작했다. '서촌'이라는 이름은 1773년 4월 17일 <승정원일기>에서 영조가 처음 사용했다. 그러나 21세기 들어 사용된 '서촌'이란 지명은 2007년 김한배 서울시립대 명예교수의 논문 '서울 서촌 역사문화탐방로 조성방안 연구'에서 비롯했다. 그 뒤 서촌주거공간연구회, 서촌탐구 등 주민단체가 생기고 이 지역 가게들이 '서촌'을 자신들의 상호에 널리 사용하면서 '서촌'이란 지명은 급속히 확산되었다.

## 주요 시설
대한민국의 대표적 시민단체인 참여연대와 환경운동연합, 민주언론시민연합 등을 포함해 여러 시민단체들이 있다. 청와대의 연무관과 영빈관이 있으며, 정부서울청사의 창성동 별관도 있다.

## 명소
- 사직단 - 사적 제121호
- 칠궁 - 사적 제149호, 서울특별시의 유형문화재 제32호
- 통의동 백송 - 천연기념물 제4호 (해제)
- 인왕산 수성동 계곡 - 서울특별시의 기념물 제31호
- 인왕산 백운동 계곡 - 서울특별시의 기념물 제40호
- 옥인동 서용택 가옥 - 서울특별시의 민속문화재 제23호 (해제)
- 체부동 홍종문 가옥 - 서울특별시의 민속문화재 제29호
- 필운동 홍건익 가옥 - 서울특별시의 민속문화재 제33호
- 박노수 가옥 - 서울특별시의 문화재자료 제1호
- 필운대 - 서울특별시의 문화재자료 제9호
- 백호정 - 서울특별시의 문화재자료 제59호
- 통인동 이상 가옥
- 통인시장
- 대오서점
- 보안여관
- 청풍계
- 송석원

## 사진

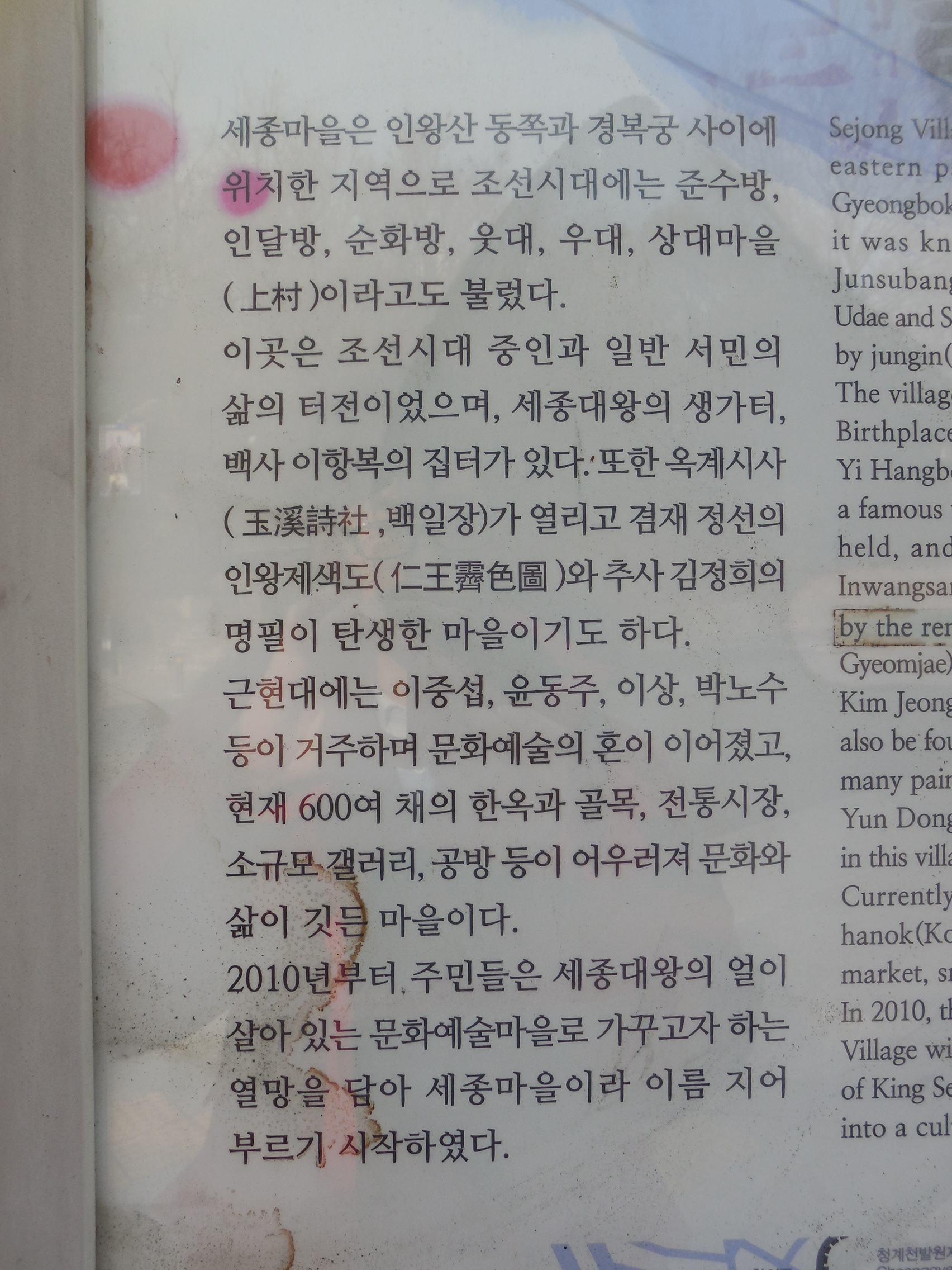
서촌의 유래를 표시하는 표지판
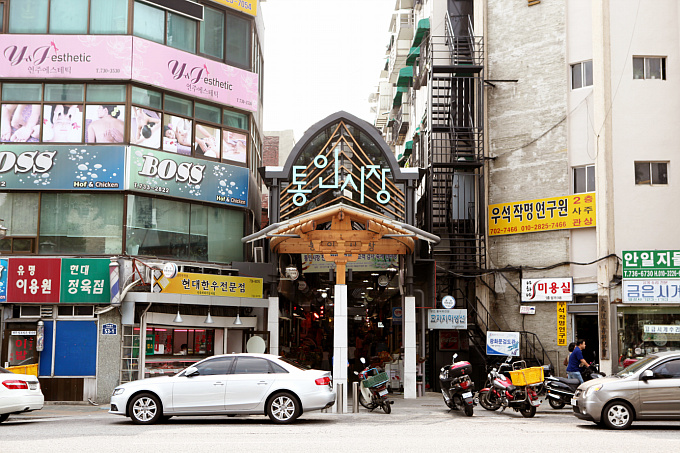
통인시장 동측 입구
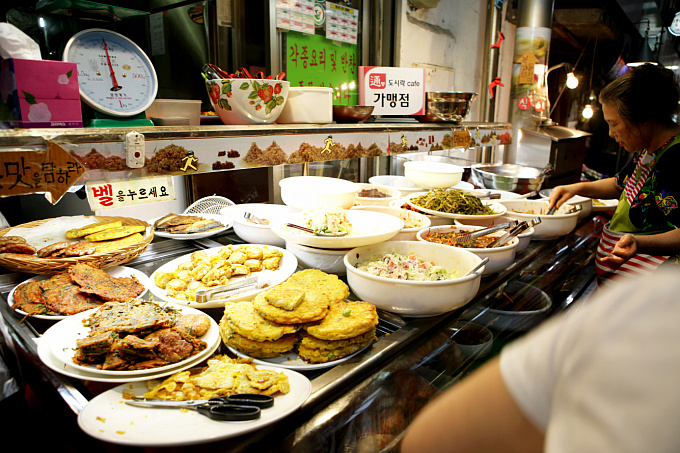
통인시장 도시락 카페
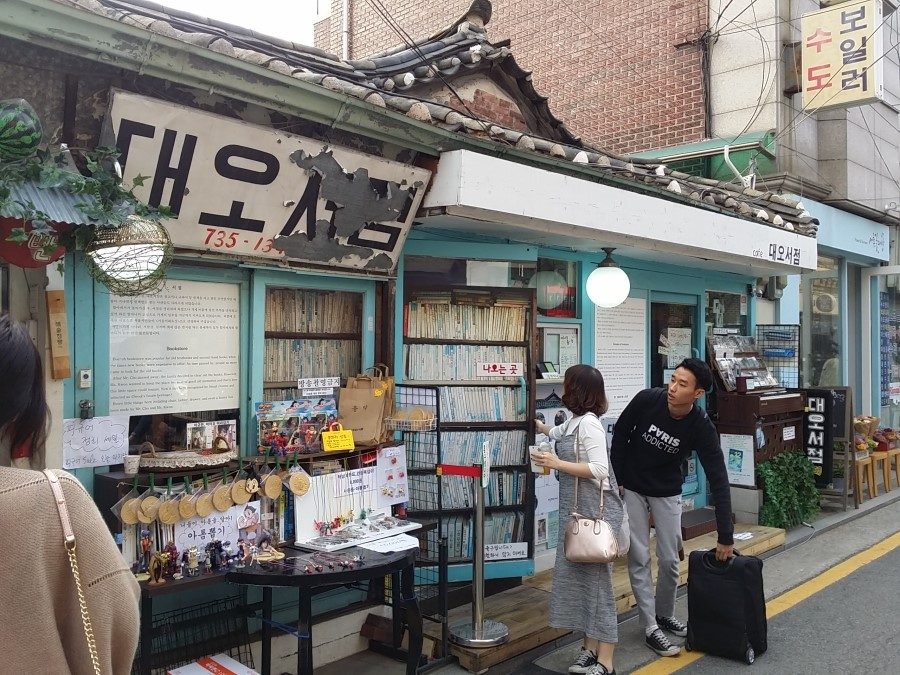
대오서점
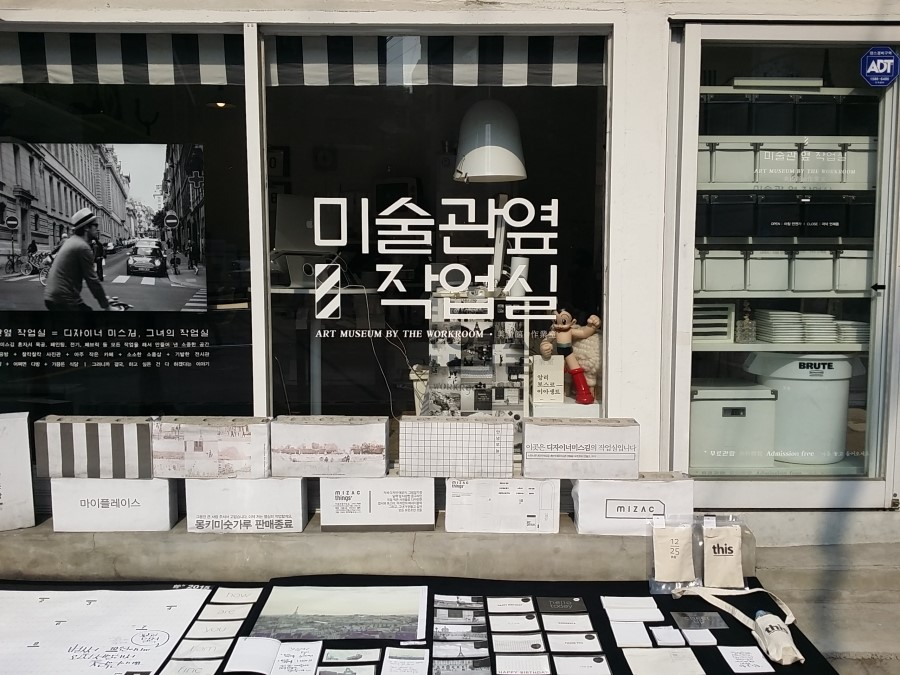
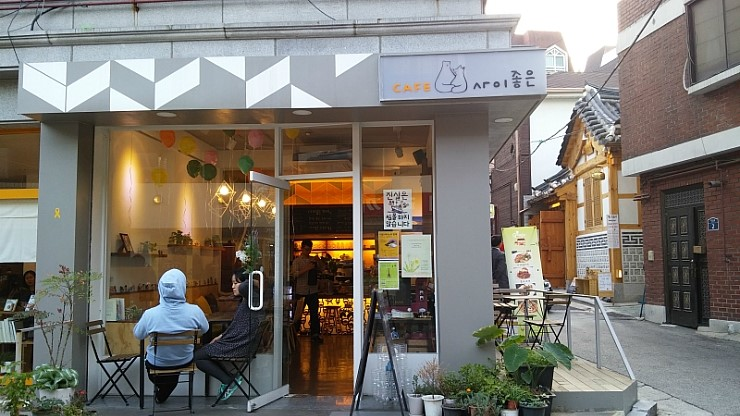

## 같이 보기
- 종로구

## 참고 문헌
- 강명관 (1996). “조선후기 서울 성안의 신분별 거주지”. 《역사비평》 (역사비평사): 324-345. 2020년 2월 2일에 확인함. (구독 필요).
- 김경민 (2017). 《건축왕, 경성을 만들다》. 경기: 이마. ISBN 9791186940181.
- 김규원 (2023). <오래된 서촌 오래된 서울>. 서울: 미세움. ISBN 9791188602612
- 김창희; 최종현 (2013). 《오래된 서울》. 서울: 동하. ISBN 9788996787228.
- 박희용; 이익주 (2012). “조선 초기 경복궁 서쪽 지역의 장소성과 세종 탄생지” (PDF). 《서울학연구》 (서울시립대학교 서울학연구소) (47): 155-185. 2020년 8월 17일에 확인함.
- 서울역사박물관 외 (2023) <한양의 세거지> 서울: 서울역사박물관. ISBN 9791190480895.
- 서울역사박물관 외 (2010). 《서촌 1: 역사·경관·도시조직의 변화》. 서울: 서울역사박물관. ISBN 9788991553132.
- 서울특별시시사편찬위원회 (2014). 《서울 2천년사 10》. 서울: 서울특별시시사편찬위원회. ISBN 9788994033686.
- 임희지 (2012). 서촌지역 정책평가를 통한 향후 발전방안 (PDF) (보고서). 서울연구원. 2020년 2월 2일에 원본 문서 (PDF)에서 보존된 문서. 2020년 2월 2일에 확인함.
- 정정남 (2015). “18세기 이후 한성부 북부 6방(坊)(현 북촌)의 주거 정체적(停滯的) 구조” (PDF). 《서울학연구》 (서울시립대학교 서울학연구소) (61): 113-156. 2020년 8월 17일에 확인함.